# Audioslave (album)
Audioslave je první album stejnojmenné americké rockové kapely Audioslave z roku 2002.

## Seznam skladeb
| Pořadí         | Název                    | Délka |
| -------------- | ------------------------ | ----- |
| 1.             | Cochise                  | 3:42  |
| 2.             | Show Me How to Live      | 4:37  |
| 3.             | Gasoline                 | 4:40  |
| 4.             | What You Are             | 4:09  |
| 5.             | Like a Stone             | 4:54  |
| 6.             | Set It Off               | 4:23  |
| 7.             | Shadow on the Sun        | 5:43  |
| 8.             | I Am the Highway         | 5:35  |
| 9.             | Exploder                 | 3:26  |
| 10.            | Hypnotize                | 3:27  |
| 11.            | Bring Em Back Alive      | 5:29  |
| 12.            | Light My Way             | 5:03  |
| 13.            | Getaway Car              | 4:59  |
| 14.            | The Last Remaining Light | 5:17  |
| Celková délka: | Celková délka:           | 65:26 |

## Sestava
- Tim Commerford – baskytara/doprovodné vokály
- Chris Cornell – Zpěv
- Tom Morello – Kytara
- Brad Wilk – Bicí
- Storm Thorgerson – obal desky